# 26499 Robertazabotti
26499 Robertazabotti è un asteroide della fascia principale. Scoperto nel 2000, presenta un'orbita caratterizzata da un semiasse maggiore pari a 2,6549746 au e da un'eccentricità di 0,0784647, inclinata di 5,85779° rispetto all'eclittica.